# Wtmp
 (novembre 2016).
 (septembre 2024).
Les fichiers wtmp, btmp, utmp et leur variante tel que wtmpx, btmpx et utmpx sont des fichiers sur les systèmes UNIX qui gardent une trace de toutes les connexions et déconnexions au système. Ces fichiers sont généralement placés dans le répertoire /var/log (ou /var/run pour utmp). Le fichier wtmp est indiqué dans le Filesystem Hierarchy Standard 2.3.

## Format
Le fichier wtmp enregistre toutes les connexions et déconnexions. Son format est exactement comme utmp sauf que le nom d'utilisateur nul indique une déconnexion sur le terminal associé. Par ailleurs, le terminal de nom ~ avec nom d'utilisateur indique l'arrêt ou le redémarrage d'un système d'arrêt ou le redémarrage et la paire de noms terminal / logs l'ancien / nouveau système moment où la date change.

## Visualisation
Le contenu du fichier wtmp n'est pas intelligible à l'écran, on utilise le logiciel last afin d'interpréter et d'afficher correctement son contenu.
Sous Linux le contenu de wtmp peut être visualisé grâce à la commande :
```
 
last
 
-f
 
/var/log/wtmp

```

Celui de utmp peut être visualisé grâce à :
```
 
last
 
-f
 
/var/run/utmp

```